# Maaret Pajunoja
Maaret Pajunoja (* 16. Februar 1990) ist eine finnische Skilangläuferin.

## Werdegang
Pajunoja, die für das Ikaalisten Urheilijat startet, nimmt seit 2009 vorwiegend am Scandinavian-Cup teil. Ihre bisher beste Platzierung dabei erreichte sie im Februar 2015 in Otepää mit dem 13. Platz im Sprint. Ihr Debüt im Skilanglauf-Weltcup hatte sie im März 2013 in Lahti, welches sie auf dem 75. Platz im Sprint beendete. Bei der Winter-Universiade 2015 in Štrbské Pleso wurde sie Zehnte im Sprint und Siebte mit der Staffel. Zu Beginn der Saison 2021/22 holte sie in  Ruka mit dem 30. Platz im Sprint ihren ersten Weltcuppunkt.